# Автомобильные дороги Словении
Автомобильные дороги в Словении разделены на автомагистрали (словен. avtocesta) и скоростные дороги (hitra cesta). Автомагистрали представляют собой проезжую часть с двусторонним движением с ограничением скорости 130 километров в час. Они обозначаются дорожными знаки с надписью белого цвета на зеленом фоне. Скоростные дороги — это дороги более слабого качества с двусторонним движением, обычно без обочин. У них введено ограничение скорости 110 километров в час, они обозначаются дорожными знаками с надписью белого цвета на тёмно-синем фоне.
Автомагистрали и вспомогательные сооружения в Словении находятся в ведении государственной автомобильной компании в Республике Словения (Družba za avtoceste v Republiki Sloveniji , аббревиатура DARS), созданной в 1994 году. DARS управляет и обслуживает 544,3 км автомагистралей, 73,3 км скоростных автомагистралей, 161 км подъездных дорог и 27 км зон отдыха.
Автомагистрали являются платными.

## Автомагистрали
| № | Пункт А           | Пункт Б   | Длина, км | Европейский маршрут |
| - | ----------------- | --------- | --------- | ------------------- |
|   | Шентиль           | Копер     | 245,3     |                     |
|   | Туннель Караванкс | Обрежье   | 174,5     |                     |
|   | Дивача            | Сежана    | 11,3      |                     |
|   | Сливница          | Грушковье | 33,7      |                     |
|   | Драгучова         | Пинце     | 79,6      |                     |

## Скоростные дороги
| № | Пункт А                    | Пункт Б             | Длина, км |
| - | -------------------------- | ------------------- | --------- |
|   | Задоброва                  | Косезе              | 10,2      |
|   | Раздрто                    | Вртойба             | 42,1      |
|   | Сподне Шкофие              | Копер               | 7,8       |
|   | Копер                      | Изола               | 5,2       |
|   | Долга вас (продолжение A5) | Долга вас (граница) | 3,5       |

## История
Первая автомагистраль в Словении была открыта в 1972 году между Врхникой и Постойной.
В 1994 году получившая независимость страна приступила к реализации Национальной программы строительства автомагистралей (словен. Nacionalni program izgradnje avtocest v Republiki Sloveniji , NPIA), эффективно используя старые коммунистические планы. С тех пор было построено 528 километров скоростных автомагистралей.
В соответствии с Законом о словенской автомобильной компании, действующим с декабря 2010 года, строительство автомобильных дорог в Словении осуществляется и финансируется частными компаниями, в первую очередь Автомобильной компанией в Республике Словения (которая планировалась стать, по крайней мере, частично частной), в то время как стратегическое планирование и приобретение земельных участков для их прохождения осуществляется и финансируется государством. Автомагистрали принадлежат DARS.
Очевидные более медленные темпы строительства словенских автомагистралей в направлении север-юг, по сравнению с направлением восток-запад, были источником некоторых спекуляций в хорватских СМИ, так как что Хорватия построила много автомагистралей на север (в сторону Словении), чего ещё не сделала Словения. В частности, это относится к дорогам между Триестом и Копером и Истрией и Риекой, а также трассам Любляна — Загреб и Марибор — Загреб. Должностные лица Министерства транспорта Словении отвергли утверждения о том, что строительство их дорог отстает от планов Хорватии, заявив, что это является преувеличением, а их общее соотношение километров шоссе на человека и другие статистические данные благоприятны.
Автомагистрали Словении являются платными.